# Aguti czarnozady
Aguti czarnozady (Dasyprocta prymnolopha) – gatunek gryzonia z rodziny agutiowatych, żyjący w północno-wschodniej Brazylii. Międzynarodowa Unia Ochrony Przyrody (IUCN) wymienia gatunek w Czerwona księga gatunków zagrożonych jako gatunek najmniejszej troski (least concern – LC).

## Tryb życia
Aguti czarnozady wiedzie dzienny tryb życia. Osiąga wiek do 5 lat.

## Rozmieszczenie geograficzne
Aguti czarnozady zamieszkuje tereny w północno-wschodniej Brazylii w lasach liściastych i zaroślach, sawannach cerrado i na obszarach formacji roślinnej caatinga. Zamieszkuje tereny nizinne do 900 m n.p.m.